# مقبره شیخ عبدالسلام
مقبره شیخ عبدالسلام مربوط به دوره ایلخانی است و در خنج، داخل شهر واقع شده و این اثر در تاریخ ۸ دی ۱۳۵۲ با شمارهٔ ثبت ۹۶۲ به‌عنوان یکی از آثار ملی ایران به ثبت رسیده است.